# Histopona krivosijana
Histopona krivosijana är en spindelart som först beskrevs av Josef Kratochvíl 1935.  Histopona krivosijana ingår i släktet Histopona och familjen trattspindlar.
Artens utbredningsområde är Montenegro. Inga underarter finns listade i Catalogue of Life.